# Amendolea (folyó)
Az Amendolea egy olaszországi folyó. Az Aspromonte-hegységből ered, átszeli Reggio Calabria megyét, majd Condofuri mellett a Jón-tengerbe ömlik. A nyári időszakban gyakran kiszárad, télen viszont bővizű a nagy mennyiségű lehulló csapadéknak köszönhetően. A feljegyzések szerint az ókorban hajózható volt. Legfontosabb mellékfolyója a Menta, melynek felduzzasztásával hozták létre a Menta-tavat, Reggio Calabria városa vízellátásának biztosítása érdekében.